# Overmars (Band)
Overmars war eine 2001 in Lyon gegründete französische Post-Metal-Band.

## Geschichte
Nachdem Xavier Théret gegen Ende des Jahres 2000 aus Montpellier nach Lyon gezogen war, lernte er bei Konzerten die lokale Metalcore-Band Donefor kennen. Théret und der Donefor-Schlagzeuger Benjamin Pic beschlossen nach einigen Gesprächen, ein gemeinsames Projekt zu gründen. Die verbleibenden Musiker der Band Donefor stießen, ebenso wie Antoine Simon, noch im gleichen Jahr hinzu. Gemeinsam mit Donefor veröffentlichten Overmars 2002 eine selbst produzierte Split-EP, die sowohl das endgültige Ende von Donefor als auch den Beginn von Overmars markieren sollte.
Nach zwei weiteren Split-Veröffentlichungen für kleine Indie-Labels präsentierten Overmars 2005 ihr Debütalbum Affliction, Endocrine…Vertigo über die französische Plattenfirma Appease Me auf dem französischen, über Candlelight Records auf dem europäischen und über Crucial Blast Records auf dem amerikanischen Markt. Das Album wurde von der Kritik unterschiedlich aufgenommen. Während unter anderem Visions und Metal Hammer positive Noten vergaben, urteilten das Ox-Fanzine sowie das Rock Hard eher durchschnittlich bis negativ über Affliction, Endocrine…Vertigo.
2007 folgte das zweite Studioalbum Born Again, das aus einem einzigen 39:19 Minuten langen Stück besteht. Nach zwei weiteren EPs und einer längeren Europatournee bestritt die Band 2009 ihre einzige US-Tour gemeinsam mit der amerikanischen Band Battlefields. Zurückgekehrt nach Frankreich erschien 2010 eine weitere Split-EP, welche die letzte Veröffentlichung der Band darstellen sollte.
Im Jahr 2009 verließ Xavier Théret die Band, um das Black-Metal-inspirierte Extreme-Metal-Projekt Neige Morte zu gründen. Thérets Ausstieg bedeutete zugleich auch das Ende der Band.
Dennoch folgten 2009 eine US-Tournee ohne Théret und im Jahre 2011 eine Europatournee mit stark veränderter Besetzung mit der Elektropunkband Binaire, in der Antoine Simon ebenfalls Gitarre spielt. Overmars lösten sich anschließend im Juni 2011 auf.
Seit Anfang 2014 spielen Arnaud Bitschy, Antoine Simon und Benjamin Pic wieder zusammen mit der Band Aya†ollah.

## Name
Der Bandname ist durch den niederländischen Fußballspieler Marc Overmars inspiriert worden und wurde nach einem Vorschlag des Gitarristen Antoine Simon gewählt. Die Bezeichnung Overmars bezieht sich jedoch ebenso auf den „unendlichen Raum“ und soll laut Théret Assoziation von intensiver und unendlicher Weite wecken.

„Je nachdem, wer die Geschichte erzählt, ist die Herkunft des Namens eine andere *lacht*. Man muss nur wissen, dass wir Marc Overmars verehren und zu tiefst traurig sind, dass er seine aktive Karriere beendet hat.“

## Songwriting

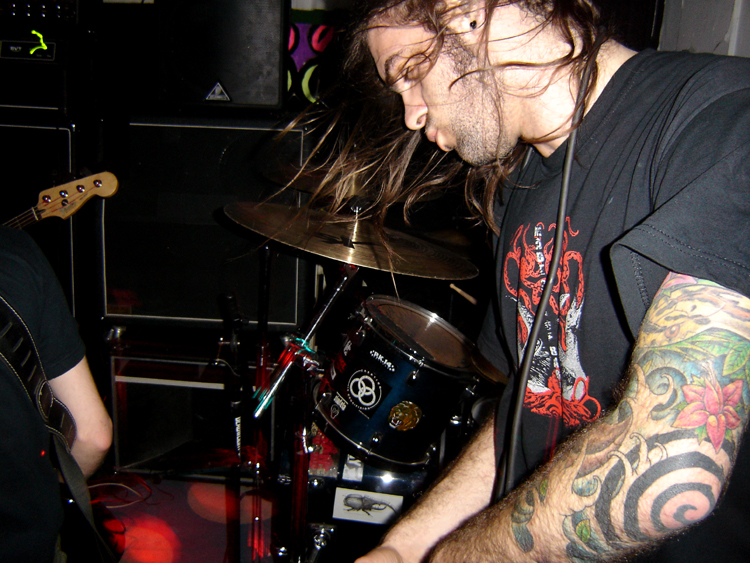
Xavier Théret 2006 mit Overmars.

Overmars arrangierten und komponierten die Musik gemeinschaftlich als „eine kollektive Arbeit, an der jeder teilhat“, um die zuvor geschriebenen Texte herum. Die Songtexte wurden überwiegend von Benjamin Pic geschrieben und vorgestellt. Darauf aufbauend brachten die Musiker verschiedene Ideen wie bestimmte Riffs oder Rhythmusfiguren ein. Aus der Wechselwirkung von Text und Musik flossen so neue Ideen zusammen, bis ein für die Band einheitliches Werk daraus entstanden ist.

### Inhalt
Xavier Théret erläuterte dass sich die Band als Teil der Hardcore-Punk-Szene verstünde und grundlegend politische Ansichten, auch in den Texten der Band, zum Ausdruck bringen wolle, ohne dabei belehrend oder plakativ zu werden.

„Es sind einfach persönliche Ansichten über einige Probleme der modernen Gesellschaft. Wir bieten keine Lösungen, wir sagen den Leuten nicht, wie sie handeln sollen, wir sagen einfach: „das stinkt uns, damit bin ich nicht zufrieden und das könnte etwas sein, dass[sic!] ich tue, um meine Verbitterung über euch alle auszudrücken.““

### Stil
Overmars werden überwiegend mit bekannten Vertretern des Post-Metal, wie Isis, Neurosis und Cult of Luna, aber auch Godflesh verglichen. Auch Théret beantwortet die Frage nach den möglichen Vergleichsgrößen und Einflussfaktoren mit einem der Hauptvertreter des Genres.

„Ich würde NEUROSIS nennen, da sie unser Haupteinfluss sind und wir uns ihnen sehr nah im musikalischen und künstlerischen Ausdruck fühlen.“

## Diskografie
- 2002: In the Arms of Octopus (Split-EP mit Donefor, Eigenproduktion)
- 2002: Overmars/Iscariote (Split-EP mit Iscariote, PurePainSugar)
- 2003: Our Dreams Walking Their Way - Chapter III (Split-EP mit Fugüe, Cetacean)
- 2005: Affliction, Endocrine…Vertigo (Album, Appease Me Records / Candlelight Records)
- 2007: Born Again (Album, Appease Me Records / Candlelight Records)
- 2008: Overmars/Icos (Split-EP mit Icos, Alerta Antifascista Records)
- 2008: Büccolision (Kollaborations-EP mit Kill the Thrill, Green War)
- 2011: Starkweather/Overmars (Split-EP mit Starkweather, Alerta Antifascista Records)